# Zewnętrzniak złoty
Zewnętrzniak złoty (ang. yellow leaf blister of poplar) – grzybowa choroba różnych gatunków topoli wywołana przez Taphrina populina.
Na początku lata na dolnej stronie liści topoli pojawiają się drobne, oddzielne, złocistożółte plamy różnej wielkości. Nie są to jednak plamy, lecz oznaki etiologiczne, gdyż miejsca te ulegają również zniekształceniu; następuje w nich wklęśnięcie blaszki liściowej i jej pogrubienie. Zazwyczaj plamy mają wielkość 5–10 mm, ale czasami zlewają się tworząc rozległą plamę obejmującą połowę blaszki liściowej. Początkowo są żółte, potem czerwienieją, w końcu zmieniają się w szaroczarne. Na plamach po dolnej stronie liścia tworzy się nalot zawierający worki grzyba z askosporami. Plamy pozostają na liściach aż do ich opadnięcia.
Optymalne warunki do rozwój Taphrina populina to minimalna wilgotność 75% i temperatura 15–20 °C.
Zewnętrzniak złoty występuje na różnych gatunkach topoli, ale w Polsce najczęściej na topoli kanadyjskiej (topola euramerykańska Populus × canadensis). Nie stosuje się ochrony topoli przed tą chorobą.

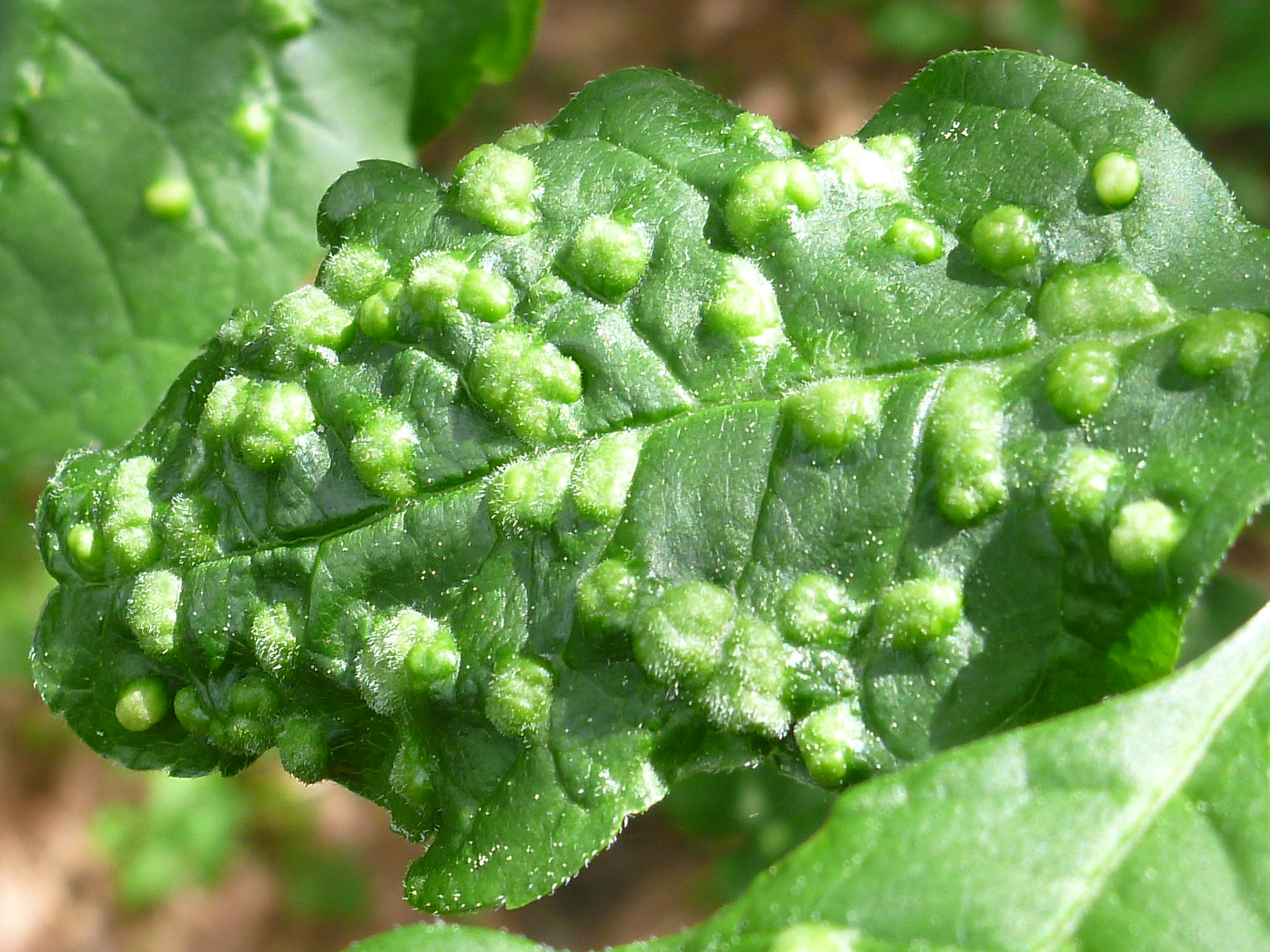
Początkowy etap choroby
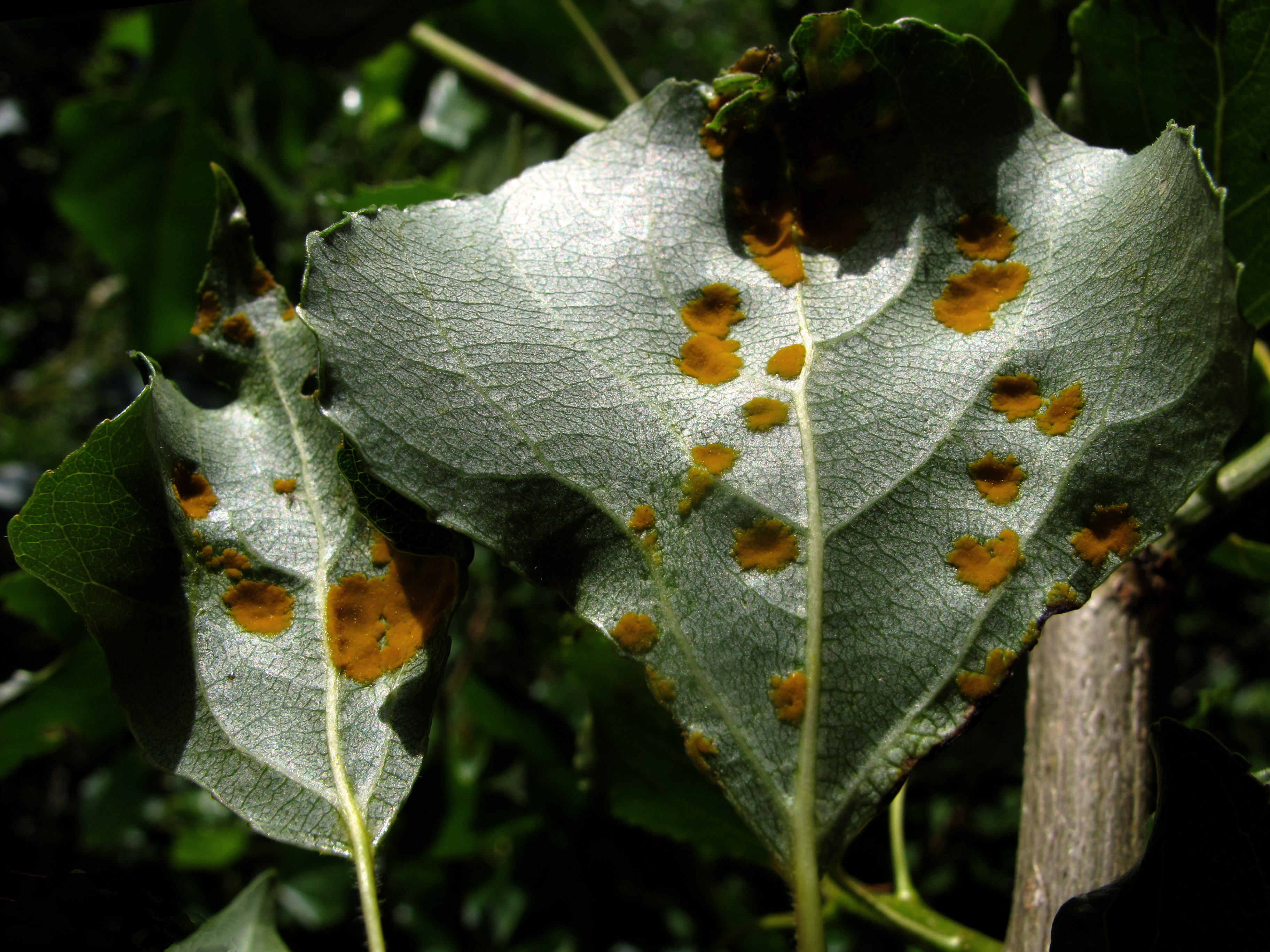
Nalot na dolnej stronie liści
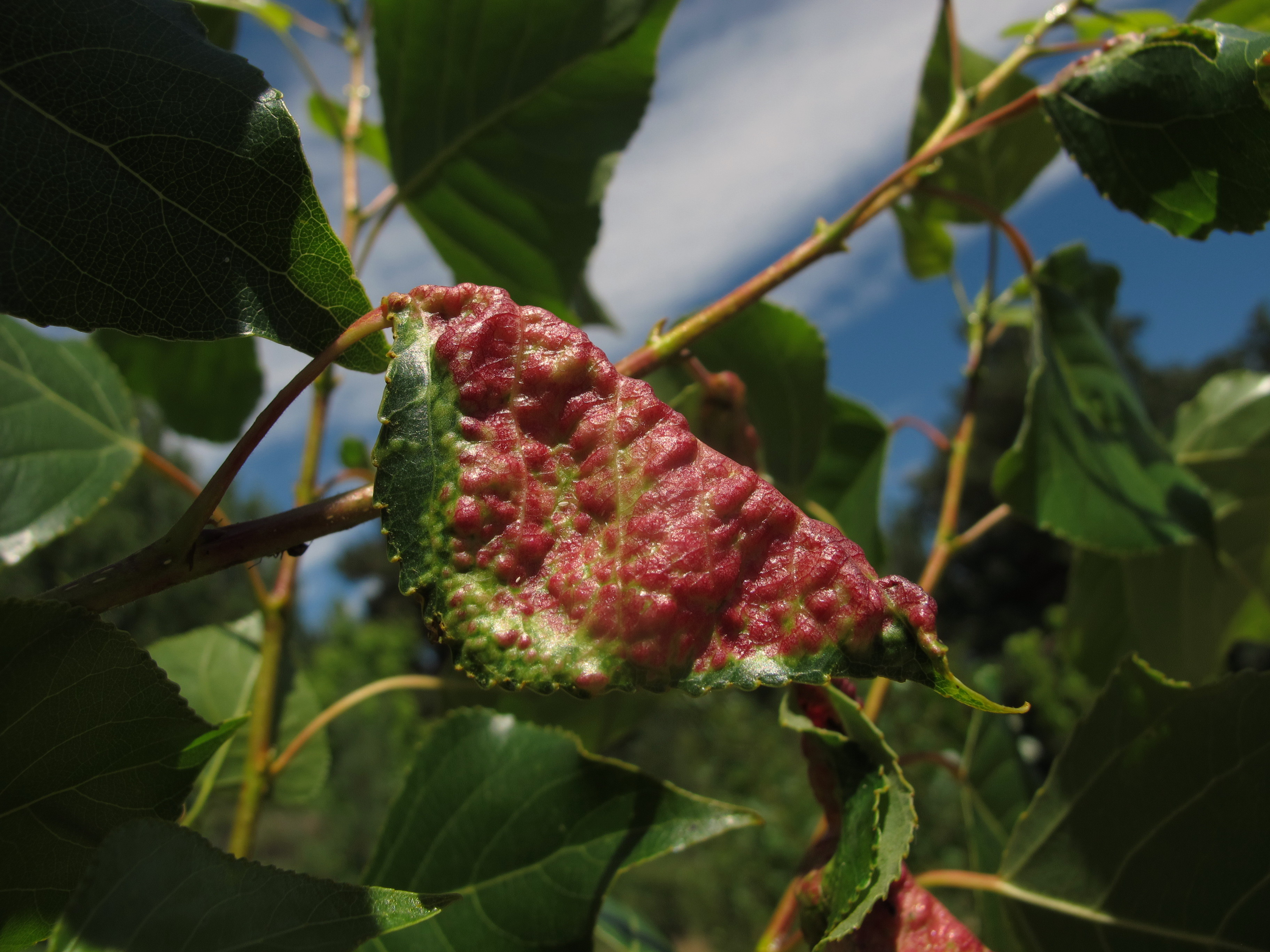
Później pojawia się zmiana barwy
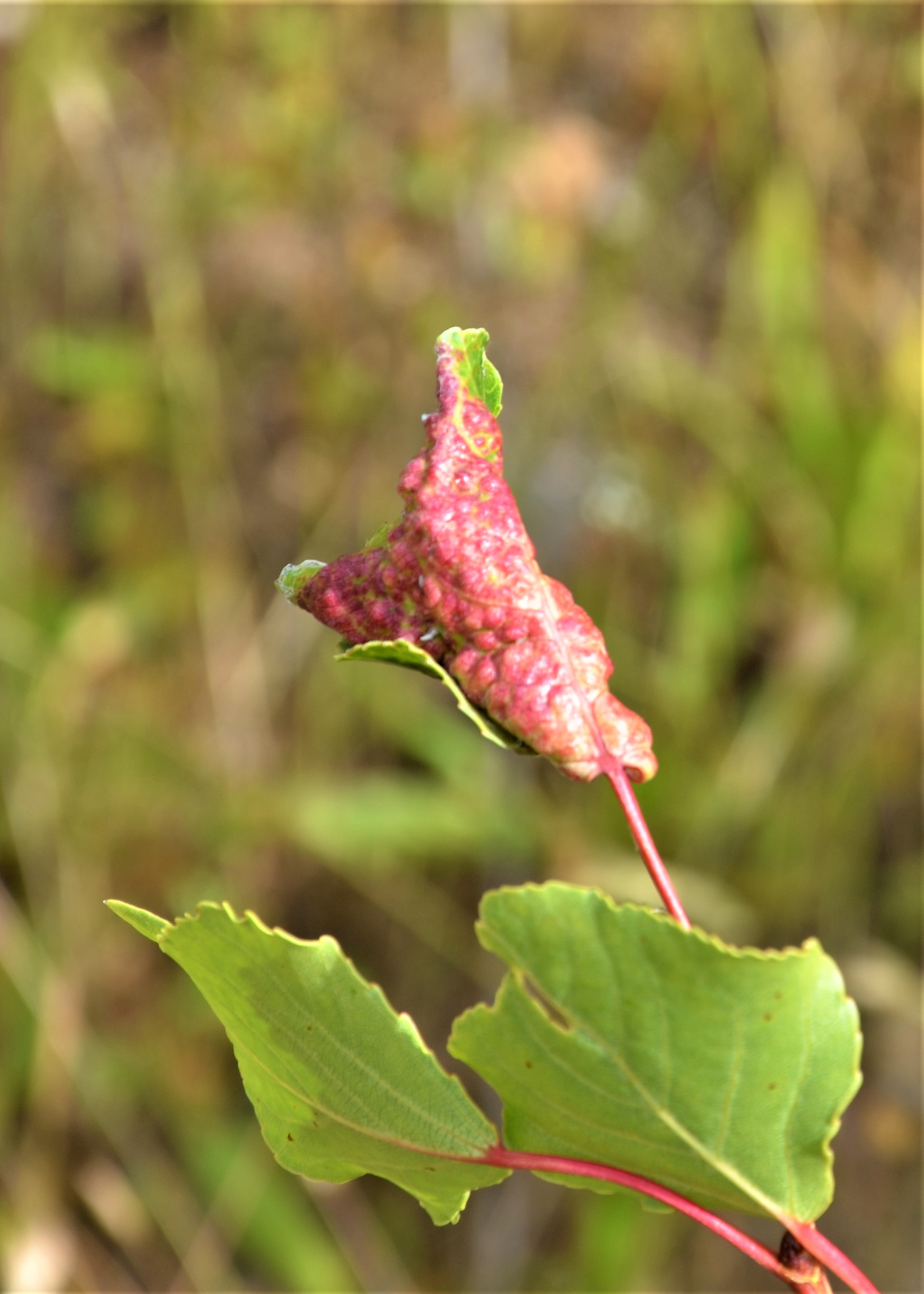
Porażone liście zwijają się